# Petros Matheus dos Santos Araújo
Petros Matheus dos Santos Araújo, noto semplicemente come Petros (Juazeiro, 29 maggio 1989), è un calciatore brasiliano, centrocampista dell'Al-Okhdood.

## Caratteristiche tecniche
Gioca come trequartista o ala.

## Palmarès

### Competizioni nazionali
- Campionato saudita: 1

Al-Nassr: 2018-2019
- Supercoppa saudita: 2

Al-Nassr: 2019, 2020